# Берчето
Берчѐто (на италиански: Berceto, на местен диалект Bersèj, Берсей) е малко градче и община в северна Италия, провинция Парма, регион Емилия-Романя. Разположено е на 808 m надморска височина. Населението на общината е 2126 души (към 2013 г.).